# Лейтенант Малеев (миноносец)
«Лейтенант Малеев» — русский и советский эскадренный миноносец типа «Твёрдый». Назван в честь офицера миноносца «Страшный» Е. А. Малеева, погибшего в бою.

## Строительство
Заложен на Охтинской судоверфи фирмы «В:мъ Крейтонъ и Ко.» в 1905 году, перевезен во Владивосток в разобранном состоянии. После сборки спущен на воду 19 августа 1907 года. Вступил в строй Сибирской военной флотилии 12 сентября 1908 года. Принят в казну 30 октября 1908 года.

## Служба
Прошел капитальный ремонт корпуса и механизмов в 1912—1913 годах на Механическом заводе Владивостокского порта.
12 декабря 1917 года вошёл в состав Красной Сибирской флотилии. 30 июня 1918 года был захвачен японскими интервентами. В октябре 1920 года, при эвакуации частей Добровольческой армии, полностью выведен из строя и затоплен. В 1922 году поднят, но в строй не вводился. 31 мая 1923 года передан Госкомфондов для сдачи на слом. 21 ноября 1925 года исключён из списков судов РККФ.

## Командиры миноносца
- хх.11.1907—хх.10.1910 Лейтенант Винокуров Павел Петрович